# Atletismo nos Jogos Olímpicos de Verão de 2020 - 200 m feminino
O evento dos 200 metros rasos feminino nos Jogos Olímpicos de Verão de 2020 foi realizado nos dias 2 e 3 de agosto no Estádio Olímpico. Esperava-se que aproximadamente sessenta atletas participassem; o número exato dependeria de quantas nações usaria vagas de universalidade para inserir atletas, além das 56 classificatórias por tempo ou ranking (23 vagas de universalidade foram usadas em 2016).

## Qualificação
Um Comitê Olímpico Nacional (CON) pode inscrever até 3 atletas qualificados no evento feminino de 200 metros se todos as atletas atendessem ao padrão de inscrição ou se classificassem pelo ranking durante o período de qualificação (o limite de 3 está em vigor desde o Congresso Olímpico de 1930). O tempo padrão a qualificação é 22.80 segundos. Este padrão foi "estabelecido com o único propósito de qualificar atletas com desempenhos excepcionais incapazes de se qualificar através do caminho do Ranking Mundial da IAAF". O ranking mundial, baseado na média dos cinco melhores resultados do atleta durante o período de qualificação e ponderado pela importância do encontro, é usado para qualificar os atletas até que o limite de 56 seja alcançado.
O período de qualificação foi originalmente de 1 de maio de 2019 a 29 de junho de 2020. Devido à pandemia de COVID-19, este período foi suspenso de 6 de abril de 2020 a 30 de novembro de 2020, com a data de término estendida para 29 de junho de 2021. O início do período do ranking mundial a data também foi alterada de 1 de maio de 2019 para 30 de junho de 2020; as atletas que atingiram o padrão de qualificação naquela época ainda estavam qualificados, mas aqueles que usavam as classificações mundiais não seriam capazes de contar os desempenhos durante esse tempo. Os padrões de tempo de qualificação podem ser obtidos em várias competições durante o período determinado que tenham a aprovação da IAAF. Tanto competições ao ar livre quanto em recintos fechados eram elegíveis para a qualificação. Os campeonatos continentais mais recentes podem ser contados no ranking, mesmo que não durante o período de qualificação.
Os CONs também podem usar sua vaga de universalidade – cada CON pode inscrever uma atleta independentemente do tempo, se não houver nenhuma atleta que atenda ao padrão de entrada a um evento de atletismo – nos 200 metros.

## Formato
O evento continua a usar o formato de três fases principais introduzido em 2012. São 7 baterias iniciais, com as 3 primeiras colocadas em cada bateria e os 3 melhores tempos no geral avançando para as semifinais. Foram 3 semifinais, com as 2 primeiras colocadas em cada semifinal e os próximos 2 tempos gerais avançando para a final.

## Calendário
Horário local (UTC +9)
| 2 de agosto   | 2 de agosto | 3 de agosto |
| 10:30         | 19:25       | 21:50       |
| ------------- | ----------- | ----------- |
| Eliminatórias | Semifinais  | Final       |

## Medalhistas
| Ouro   | JAM Elaine Thompson-Herah |
| Prata  | NAM Christine Mboma       |
| Bronze | USA Gabrielle Thomas      |

## Recordes
Antes desta competição, os recordes mundiais e olímpicos existentes eram os seguintes.
| Tipo             | Atleta                   | Tempo | Local | Data                   |
| ---------------- | ------------------------ | ----- | ----- | ---------------------- |
| Recorde mundial  | Florence Griffith Joyner | 21.34 | Seul  | 29 de setembro de 1988 |
| Recorde olímpico | Florence Griffith Joyner | 21.34 | Seul  | 29 de setembro de 1988 |

### Por região
| Área                               | Tempo | Vento | Atleta                   | Nação          |
| ---------------------------------- | ----- | ----- | ------------------------ | -------------- |
| África                             | 22.04 | +0.5  | Blessing Okagbare        | Nigéria        |
| Ásia                               | 22.01 | +0.0  | Li Xuemei                | China          |
| Europa                             | 21.63 | +0.3  | Dafne Schippers          | Países Baixos  |
| América do Norte, Central e Caribe | 21.34 | +1.3  | Florence Griffith Joyner | Estados Unidos |
| Oceania                            | 22.23 | +0.8  | Melinda Gainsford-Taylor | Austrália      |
| América do Sul                     | 22.48 | +1.0  | Ana Cláudia Lemos        | Brasil         |

Os seguintes recordes nacionais foram estabelecidos durante a competição:
| Nação   | Atleta                | Rodada        | Tempo | Notas            |
| ------- | --------------------- | ------------- | ----- | ---------------- |
| Namíbia | Beatrice Masilingi    | Eliminatórias | 22.63 |                  |
| Namíbia | Christine Mboma       | Eliminatórias | 22.11 |                  |
| Namíbia | Christine Mboma       | Semifinais    | 21.97 | Recorde africano |
| Namíbia | Christine Mboma       | Final         | 21.81 | Recorde africano |
| Suíça   | Mujinga Kambundji     | Eliminatórias | 22.26 |                  |
| Suíça   | Mujinga Kambundji     | Semifinais    | 22.26 |                  |
| Nigéria | Aminatou Seyni        | Semifinais    | 22.54 |                  |
| Jamaica | Elaine Thompson-Herah | Final         | 21.53 |                  |

## Resultados

### Eliminatórias
Regras de qualificação: as 3 primeiras atletas em cada bateria (Q) e as próximas 3 mais rápidas (q) avançam as semifinais.
Vento – Bateria 1: +0.3 m/s; Bateria 2: +0.4 m/s; Bateria 3: -0.2 m/s; Bateria 4: +0.7 m/s; Bateria 5: -0.3 m/s; Bateria 6: +0.4 m/s; Bateria 7: +0.9 m/s.

#### Bateria 1
| Pos | Raia | Atleta                  | CON                 | Reação | Tempo | Notas                |
| --- | ---- | ----------------------- | ------------------- | ------ | ----- | -------------------- |
| 1   | 6    | Marie-Josée Ta Lou      | CIV Costa do Marfim | 0.170  | 22.30 | Q                    |
| 2   | 3    | Shaunae Miller-Uibo     | BAH Bahamas         | 0.137  | 22.40 | Q                    |
| 3   | 7    | Nzubechi Grace Nwokocha | NGR Nigéria         | 0.156  | 22.47 | Q,                   |
| 4   | 4    | Gloria Hooper           | ITA Itália          | 0.191  | 23.16 | q,                   |
| 5   | 2    | Ana Carolina Azevedo    | BRA Brasil          | 0.192  | 23.20 | Recorde da temporada |
| 6   | 5    | Olga Safronova          | KAZ Cazaquistão     | 0.162  | 23.64 |                      |

#### Bateria 2
| Pos | Raia | Atleta                       | CON               | Reação | Tempo | Notas                |
| --- | ---- | ---------------------------- | ----------------- | ------ | ----- | -------------------- |
| 1   | 6    | Shelly-Ann Fraser-Pryce      | JAM Jamaica       | 0.140  | 22.22 | Q                    |
| 2   | 3    | Beatrice Masilingi           | NAM Namíbia       | 0.185  | 22.63 | Q,                   |
| 3   | 2    | Dafne Schippers              | NED Países Baixos | 0.151  | 23.13 | Q                    |
| 4   | 8    | Lisa-Marie Kwayie            | GER Alemanha      | 0.169  | 23.14 | q                    |
| 5   | 7    | Rafaéla Spanoudaki-Hatziriga | GRE Grécia        | 0.131  | 23.16 | q                    |
| 6   | 4    | Lucia Moris                  | SSD Sudão do Sul  | 0.149  | 25.24 |                      |
| 7   | 5    | Najma Parveen                | PAK Paquistão     | 0.173  | 28.12 | Recorde da temporada |

#### Bateria 3
| Pos | Raia | Atleta            | CON                | Reação | Tempo | Notas           |
| --- | ---- | ----------------- | ------------------ | ------ | ----- | --------------- |
| 1   | 8    | Mujinga Kambundji | SUI Suíça          | 0.129  | 22.26 | Q, =            |
| 2   | 5    | Anavia Battle     | USA Estados Unidos | 0.129  | 22.54 | Q               |
| 3   | 4    | Gémima Joseph     | FRA França         | 0.153  | 22.94 | Q               |
| 4   | 7    | Jaël Bestué       | ESP Espanha        | 0.171  | 23.19 | Recorde pessoal |
| 5   | 6    | Inna Eftimova     | BUL Bulgária       | 0.141  | 23.42 |                 |

#### Bateria 4
| Pos | Raia | Atleta                  | CON                | Reação | Tempo | Notas                |
| --- | ---- | ----------------------- | ------------------ | ------ | ----- | -------------------- |
| 1   | 3    | Christine Mboma         | NAM Namíbia        | 0.275  | 22.11 | Q, =                 |
| 2   | 2    | Gabrielle Thomas        | USA Estados Unidos | 0.172  | 22.20 | Q                    |
| 3   | 5    | Aminatou Seyni          | NIG Níger          | 0.144  | 22.72 | Q                    |
| 4   | 8    | Roda Njobvu             | ZAM Zâmbia         | 0.145  | 23.33 | Recorde pessoal      |
| 5   | 6    | Jessica-Bianca Wessolly | GER Alemanha       | 0.176  | 23.41 |                      |
| 6   | 4    | Vitória Cristina Rosa   | BRA Brasil         | 0.187  | 23.59 |                      |
| 7   | 7    | Dutee Chand             | IND Índia          | 0.140  | 23.85 | Recorde da temporada |

#### Bateria 5
| Pos | Raia | Atleta              | CON           | Reação | Tempo          | Notas                |
| --- | ---- | ------------------- | ------------- | ------ | -------------- | -------------------- |
| 1   | 4    | Anthonique Strachan | BAH Bahamas   | 0.155  | 22.76          | Q, =                 |
| 2   | 6    | Lorène Bazolo       | POR Portugal  | 0.130  | 23.21          | Q                    |
| 3   | 7    | Dalia Kaddari       | ITA Itália    | 0.144  | 23.26 (23.251) | Q                    |
| 4   | 2    | Shericka Jackson    | JAM Jamaica   | 0.167  | 23.26 (23.255) |                      |
| 5   | 3    | Ivet Lalova-Collio  | BUL Bulgária  | 0.158  | 23.39          | Recorde da temporada |
| 6   | 5    | Shanti Pereira      | SGP Singapura | 0.164  | 23.96          | Recorde da temporada |

#### Bateria 6
| Pos | Raia | Atleta                | CON              | Reação | Tempo | Notas                |
| --- | ---- | --------------------- | ---------------- | ------ | ----- | -------------------- |
| 1   | 6    | Crystal Emmanuel      | CAN Canadá       | 0.157  | 22.74 | Q,                   |
| 2   | 8    | Beth Dobbin           | GBR Grã-Bretanha | 0.136  | 22.78 | Q, =                 |
| 3   | 5    | Elaine Thompson-Herah | JAM Jamaica      | 0.165  | 22.86 | Q                    |
| 4   | 4    | Imke Vervaet          | BEL Bélgica      | 0.138  | 23.05 | q,                   |
| 5   | 7    | Phil Healy            | IRL Irlanda      | 0.140  | 23.21 | Recorde da temporada |

#### Bateria 7
| Pos | Raia | Atleta               | CON                | Reação | Tempo | Notas                |
| --- | ---- | -------------------- | ------------------ | ------ | ----- | -------------------- |
| 1   | 2    | Jenna Prandini       | USA Estados Unidos | 0.163  | 22.56 | Q                    |
| 2   | 6    | Gina Bass            | GAM Gâmbia         | 0.158  | 22.74 | Q                    |
| 3   | 7    | Riley Day            | AUS Austrália      | 0.155  | 22.94 | Q                    |
| 4   | 5    | Maja Mihalinec Zidar | SLO Eslovênia      | 0.145  | 23.62 | Recorde da temporada |
| 5   | 4    | Kristina Knott       | PHI Filipinas      | 0.133  | 23.80 |                      |
| —   | 8    | Jamile Samuel        | NED Países Baixos  | —      | —     | DNS                  |

### Semifinais
Regras de qualificação: as 2 primeiras atletas em cada bateria (Q) e as próximas 2 mais rápidas (q) avançam a final.
Vento – Semifinal 1: +0.3 m/s; Semifinal 2: +0.3 m/s; Semifinal 3: +0.1 m/s.

#### Semifinal 1
| Pos | Raia | Atleta                  | CON                | Reação | Tempo          | Notas                |
| --- | ---- | ----------------------- | ------------------ | ------ | -------------- | -------------------- |
| 1   | 6    | Shelly-Ann Fraser-Pryce | JAM Jamaica        | 0.143  | 22.13          | Q                    |
| 2   | 4    | Beatrice Masilingi      | NAM Namíbia        | 0.181  | 22.40          | Q,                   |
| 3   | 5    | Anthonique Strachan     | BAH Bahamas        | 0.153  | 22.56 (22.551) | Recorde da temporada |
| 4   | 9    | Riley Day               | AUS Austrália      | 0.147  | 22.56 (22.557) | Recorde pessoal      |
| 5   | 7    | Jenna Prandini          | USA Estados Unidos | 0.142  | 22.57          |                      |
| 6   | 2    | Dafne Schippers         | NED Países Baixos  | 0.151  | 23.03          |                      |
| 7   | 8    | Lorène Bazolo           | POR Portugal       | 0.138  | 23.20          |                      |
| 8   | 3    | Lisa-Marie Kwayie       | GER Alemanha       | 0.169  | 23.42          |                      |

#### Semifinal 2
| Pos | Raia | Atleta                       | CON                | Reação | Tempo | Notas |
| --- | ---- | ---------------------------- | ------------------ | ------ | ----- | ----- |
| 1   | 9    | Elaine Thompson-Herah        | JAM Jamaica        | 0.165  | 21.66 | Q,    |
| 2   | 4    | Christine Mboma              | NAM Namíbia        | 0.168  | 21.97 | Q     |
| 3   | 6    | Gabrielle Thomas             | USA Estados Unidos | 0.144  | 22.01 | q     |
| 4   | 5    | Gina Bass                    | GAM Gâmbia         | 0.117  | 22.67 |       |
| 5   | 8    | Beth Dobbin                  | GBR Grã-Bretanha   | 0.145  | 22.85 |       |
| 6   | 7    | Crystal Emmanuel             | CAN Canadá         | 0.166  | 23.05 |       |
| 7   | 2    | Gemima Joseph                | FRA França         | 0.168  | 23.19 |       |
| 8   | 1    | Gloria Hooper                | ITA Itália         | 0.197  | 23.28 |       |
| 9   | 3    | Rafaéla Spanoudaki-Hatziriga | GRE Grécia         | 0.117  | 23.38 |       |

#### Semifinal 3
| Pos | Raia | Atleta                  | CON                 | Reação | Tempo | Notas            |
| --- | ---- | ----------------------- | ------------------- | ------ | ----- | ---------------- |
| 1   | 6    | Marie-Josée Ta Lou      | CIV Costa do Marfim | 0.178  | 22.11 | Q,               |
| 2   | 5    | Shaunae Miller-Uibo     | BAH Bahamas         | 0.154  | 22.14 | Q                |
| 3   | 7    | Mujinga Kambundji       | SUI Suíça           | 0.139  | 22.26 | q,               |
| 4   | 9    | Nzubechi Grace Nwokocha | NGR Nigéria         | 0.172  | 22.47 | Recorde pessoal  |
| 5   | 8    | Aminatou Seyni          | NIG Níger           | 0.156  | 22.54 | Recorde nacional |
| 6   | 4    | Anavia Battle           | USA Estados Unidos  | 0.167  | 23.02 |                  |
| 7   | 2    | Imke Vervaet            | BEL Bélgica         | 0.139  | 23.31 |                  |
| 8   | 3    | Dalia Kaddari           | ITA Itália          | 0.134  | 23.41 |                  |

### Final
A final foi disputada em 3 de agosto, às 21:50 locais.
Vento: +0.8 m/s.
| Pos.              | Raia | Atleta                  | CON                 | Reação | Tempo | Notas            |
| ----------------- | ---- | ----------------------- | ------------------- | ------ | ----- | ---------------- |
| Medalha de ouro   | 7    | Elaine Thompson-Herah   | JAM Jamaica         | 0.173  | 21.53 | Recorde nacional |
| Medalha de prata  | 5    | Christine Mboma         | NAM Namíbia         | 0.169  | 21.81 |                  |
| Medalha de bronze | 3    | Gabrielle Thomas        | USA Estados Unidos  | 0.159  | 21.87 |                  |
| 4                 | 4    | Shelly-Ann Fraser-Pryce | JAM Jamaica         | 0.141  | 21.94 |                  |
| 5                 | 6    | Marie-Josée Ta Lou      | CIV Costa do Marfim | 0.150  | 22.27 |                  |
| 6                 | 8    | Beatrice Masilingi      | NAM Namíbia         | 0.166  | 22.28 | Recorde pessoal  |
| 7                 | 2    | Mujinga Kambundji       | SUI Suíça           | 0.147  | 22.30 |                  |
| 8                 | 9    | Shaunae Miller-Uibo     | BAH Bahamas         | 0.145  | 24.00 |                  |

Legenda
| Recorde mundial      | Recorde mundial (World record)               |                       | Recorde africano                      | Recorde africano (African) |                                           | Q | Classificado por posição (Qualified) |
| Recorde olímpico     | Recorde olímpico (Olympic record)            | Recorde da América    | Recorde da América (Americas)         | q                          | Classificado por melhor tempo (Qualified) |   |                                      |
| Melhor marca do ano  | Melhor marca do ano (World leading)          | Recorde asiático      | Recorde asiático (Asian)              | DNS                        | Não largou (Did not start)                |   |                                      |
| Recorde nacional     | Recorde nacional (National record)           | Recorde europeu       | Recorde europeu (European)            | DNF                        | Não terminou (Did not finish)             |   |                                      |
| Recorde pessoal      | Recorde pessoal do atleta (Personal best)    | Recorde da Oceania    | Recorde da Oceania (Oceania)          | DSQ / DQ                   | Desclassificado (Disqualified)            |   |                                      |
| Recorde da temporada | Recorde da temporada do atleta (Season best) | Recorde sul-americano | Recorde sul-americano (South America) | NM                         | Sem marca (No mark)                       |   |                                      |